# Tsering Tsomo
Pour les articles homonymes, voir Tsomo.
Tsering Tsomo  (tibétain : ཚེ་རིང་མཚོ་མོ, Wylie : tshe ring mtsho mo) née en exil, est une géographe, militante et femme politique tibétaine.

## Biographie
Tsering Tsomo est titulaire d'un mémoire en philosophie dédié à la géographie de l'université du Panjab en Inde, et d'une maîtrise en géographie soutenue en 1991 à l'université du Kentucky aux États-Unis.
En 1992, elle donne une conférence à l'université Columbia sur l'environnement dans le cadre des relations sino-tibétaines.
Elle est vice présidente puis présidente de l’Association des femmes tibétaines (TWA) à Dharamsala d'avril 1993 à mars 1999.
Elle est directrice générale du Centre de recherche parlementaire et politique tibétain (TPPRC) de 1997 à 2001.
Tsering Tsomo est élue de la 13e Assemblée tibétaine où elle représente l'Amdo en tant que députée du parlement tibétain en exil de 2001 à 2006.
Tsering Tsomo a travaillé dans le département de l'information et des relations internationales de l'administration centrale tibétaine en tant que responsable de la condition féminine et plus tard de l'environnement et du développement.
Elle s'installe à Toronto au Canada où elle devient la présidente fondatrice de l'Association des femmes tibétaines de l'Ontario (TWAO) à Toronto en 2003.
La Canadian Tibetan Association of Ontario / Tibetan Canadian Cultural Centre a élu Tsering Tsomo comme sa première femme présidente, une fonction qu'elle assume de 2013 à 2015.
Ses résultats académiques et son dynamisme professionnel sont un exemple de réussite notable parmi la première génération de femmes tibétaines nées en exil. Dans tous ces rôles, elle a énormément contribué en tant que leader à la communauté tibétaine, tant en Inde qu'à Toronto.
Depuis 2011, elle est aussi directrice exécutive du Centre tibétain pour les droits de l'homme et la démocratie

## Publications
- (en) The impact of socialism on the urban morphology of Lhasa, Tibet, thèse/dissertation : éditeur: Lexington, Ky., 1991.
- (en) Urban morphology of Lhasa, Tibet, éditeur: New Delhi : Intellectual Pub. House : Sole distributors, Intellectual Book Corner, 1994.
- (en) The road to Beijing: the Tibetan Women's Association Campaign strategies for the United Nations Fourth World Conference on Women, Beijing 1995, The Tibetan Women's Association 1995
- (en) Family Planning Policies in Tibet: A Threat or a Necessity? Report to the Second Asia Regional Workshop on Elimination of Violence Against Women, Kathmandu 1996.
- (en) Tibet since the Asian relations conference, Shankar Sharan, éd. Publication, New Delhi, TPPRC,  1998
- (en) Parliament in Exile, in Exile as Challenge: The Tibetan Diaspora, éd. Dagmar Bernstorff et Hubertus von Welck, Orient Blackswan, 2003,  (ISBN 8125025553)